# The Dub Room Special
The Dub Room Special album je američkog glazbenika Franka Zappe, koji postumno izlazi u kolovozu 2007.g. Na albumu se nalazi zvučni zapis s istoimenog filma, kojem je producent Zappa. To je i kombinacija snimke TV-nastupa od 27. kolovoza 1974. i koncerta u New Yorku održanog 31. listopada 1981. Album je originalno snimljen na vinyl izdanju, koje je prodavano na koncertu Zappa Plays Zappa održanog u Americi u kolovozu 2007.
Svaki CD sadrži kao mali suvenir traku na kojoj se nalaze mali zapisi iz Zappinog studija "Utility Muffin Research Kitchen". Notni zapis za album napisao je američki glazbenik John Frusciante.

## Popis pjesama
1. A Token of My Extreme (Vamp): 2:29
2. Stevie's Spanking: 5:54
3. The Dog Breath Variations: 1.42
4. Uncle Meat: 2:16
5. Stink-Foot: 3:58
6. Easy Meat: 6:51
7. Montana: 4:24
8. Inca Roads: 9:46
9. Room Service: 9:15
10. Cosmik Debris: 7:44
11. Florentine Pogen: 10:13

## Izvođači

### Kolovoz 1974 sastav
- Frank Zappa - gitara, vokal, udaraljke
- George Duke - klavijature, vokal
- Ruth Underwood - udaraljke
- Chester Thompson - bubnjevi
- Tom Fowler - bas-gitara
- Napoleon Murphy Brock - flauta, saksofon, vokal

### Listopad 1981 sastav
- Frank Zappa - prva gitara, vokal
- Ray White - gitara, vokal
- Steve Vai - gitara, vokal
- Tommy Mars - klavijature, vokal
- Bobby Martin - klavijature, saksofon, vokal
- Ed Mann - udaraljke, vokal
- Scott Thunes - bas-gitara, vokal
- Chad Wackerman - bubnjevi